# Players Tour Championship 2012/2013 – Turniej 2
Players Tour Championship 2012/2013 – Turniej 2 − trzeci turniej snookerowy wchodzący w skład cyklu Players Tour Championship w sezonie 2012/2013. Turniej ten rozegrany został w dniach 8-12 sierpnia 2012 w South West Snooker Academy w mieście Gloucester w Anglii.
W finale turnieju zwyciężył Martin Gould, który pokonał Stephena Maguire'a 4−3.

## Nagrody i punkty rankingowe
| Miejsce         | Nagroda pieniężna | Punkty rankingowe |
| --------------- | ----------------- | ----------------- |
| Zwycięzca       | £10 000           | 2000              |
| II miejsce      | £5000             | 1600              |
| Półfinalista    | £2500             | 1280              |
| Ćwierćfinalista | £1500             | 1000              |
| 1/16            | £1000             | 760               |
| 1/32            | £600              | 560               |
| 1/64            | £200              | 360               |
| Łącznie         | £50 000           | –                 |

## Finał
Ta sekcja zostanie uzupełniona w najbliższym czasie

## Breaki stupunktowe turnieju
Ta sekcja zostanie uzupełniona w najbliższym czasie